# I Like To Move It (Dr. Alban-dal)
Az I Like To Move It című dal Dj Aligator Project és Dr. Alban közös szerzeménye. A dal a Reel 2 Real csapat által sikerre vitt dal átirata, mely csupán Dániában volt slágerlistás helyezett, ott azonban a 2. helyen végzett. Az album csupán a Dj Aligator Project The Sound Of Scandinavia című lemezén kapott helyet. Dr. Alban albumra nem került. fel.

## Tracklista
CD Maxi
1. "I Like To Move It" (radio mix) – 3:27
2. "I Like To Move It" (club mix) – 4:54
3. "I Like To Move It" (propane remix) – 4:54 remix: Propane, Jesper Zeth Funch
4. "I Like To Move It" (cs jay mix) – 5:55 remix: CS. Jay
5. "I Like To Move It" (spank! At the swamp mix) – 7:30 remix: Spank!
6. "I Like To Move It" (musikk mix) – 7:30 remix: Musikk
7. "I Like To Move It" (classifield mix) – 5:27 remix: Classifield

12" kislemez
1. "I Like To Move It" (radio mix) – 3:27
2. "I Like To Move It" (club mix) – 4:54
3. "I Like To Move It" (cs jay mix) – 5:55 remix: CS. Jay

CD Single – Remixes
1. "I Like To Move It" (cs jay mix) – 5:55 remix: CS. Jay
2. "I Like To Move It" (spank! At the swamp mix) – 7:30 remix: Spank!
3. "I Like To Move It" (musikk mix) – 7:30 remix: Musikk
4. "I Like To Move It" (classifield mix) – 5:27 remix: Classifield